# Mischocyttarus inca
Mischocyttarus inca är en getingart som beskrevs av Zikan 1949. Mischocyttarus inca ingår i släktet Mischocyttarus och familjen getingar. Inga underarter finns listade i Catalogue of Life.